# كأس إسكتلندا 1921–22
كأس اسكتلندا 1921–22 (بالإنجليزية: 1921–22 Scottish Cup)‏ هو موسم من كأس اسكتلندا. فاز فيه نادي غرينوك مورتون.